# Кампи, Винченцо
Винченцо Кампи (итал. Vincenzo Campi; 1536, Кремона, Ломбардия — 3 октября 1591, Кремона) — живописец позднего Итальянского Возрождения и раннего маньеризма. Кампи наиболее известен как один из первых северных итальянских художников, испытавших влияние фламандской натуралистической манеры живописи бытового жанра.

## Биография
Винченцо Кампи родился в семье потомственных художников из Кремоны на севере Италии (регион Ломбардия). Родоначальником семьи был Галеаццо Кампи (1477—1536). Три его сына стали художниками. Наиболее известен был Джулио Кампи (1502—1572), второй сын Антонио (ок. 1525—1578) стал архитектором, живописцем и скульптором. Младшим сыном Галеаццо был Винченцо.
Считается, что Винченцо и Антонио проходили обучение у отца, а затем в мастерской старшего брата Джулио Кампи, известного живописца и архитектора, работавшего в Кремоне. О ранних годах самостоятельного творчества Винченцо сохранилось мало сведений: первой записью о работе художника был портрет (ныне утерянный) эрцгерцога Эрнеста и его брата Рудольфа Австрийского, написанный во время их пребывания в Кремоне в 1563 году.
В то время как его братья Джулио и Антонио работали в стиле кремонских маньеристов, Винченцо прославился натурализмом и «описательным способом живописи», как сформулировал известный художник и историограф следующего поколения Филиппо Бальдинуччи в «Заметках о мастерах рисунка от Чимабуэ до наших дней» (Notizie de' professori del disegno da Cimabue in qua).
Считается, что художественное развитие Винченцо было ускорено смертью его брата Джулио в 1572 году, а также важным заказом, полученным в том же году. Винченцо было поручено расписать фресками «перемычки» в соборе Кремоны, незавершённые Порденоне около пятидесяти лет назад. Предполагается, что именно из-за потери руководства своего брата и влияния фресок Порденоне Винченцо начал объединять в своей живописи стилевые черты кремонского маньеризма и ломбардского натурализма.
Винченцо и его братья были в Кремоне наиболее активными художниками на религиозные сюжеты. Влияние Порденоне можно ясно увидеть в алтарном образе работы Винченцо 1575 года «Христос, пригвождённый к кресту» (Museo della Certosa di Pavia). Те же черты проявлены два года спустя (1577) в алтарном образе на ту же тему, который ныне хранится в Музее Прадо в Мадриде.
Помимо этого, Винченцо Кампи сыграл важную роль в зарождении живописи бытового жанра в Северной Италии. Этот жанр сложился относительно быстро между 1580 и 1585 годами в Кремоне и Болонье, и на его развитие, в особенности, повлияли аналогичные жанровые картины фламандских художников Питера Артсена и Иоахима Беккелера. Доступ к ним стал возможен благодаря ввозу картин бытового жанра фламандских живописцев, в частности картин Бейкелара, из Антверпена, в Кремону богатыми торговцами, включая семью банкиров Аффаитати, имевшую владения в обоих городах. Весьма вероятно, что Кампи имел доступ к этим картинам во время работ для Дома Фарнезе в Пьяченце, где также имелись картины нидерландских живописцев. Винченцо Кампи стал ключевой фигурой в распространении натуралистической живописи бытового жанра и натюрморта на севере Италии, после того как он написал серию картин, изображающих мясников, торговцев рыбой и продавцов птиц, по заказу богатой семьи Фуггеров из Аугсбурга.
Историк искусства Вальтер Фридлендер описал искусство Кампи как «здоровый приземлённый дух, параллельный энергичному обращению с достигнутой формой через целенаправленную работу и возобновление контакта с живой реальностью».
Отношение Кампи к изображаемым предметам не было ни сочувственным, ни романтизированным. Обильно используя метафоры еды и устоявшиеся образы своих персонажей, Кампи часто изображал своих героев откровенно грубыми и даже смешными в своей простоте. Историк искусства Барри Винд рассматривал эти работы как расширение классической идеи «pitture Ridicole» (комической живописи), где картина служила «постоянной непристойной шуткой» для образованного человека с непритязательным чувством юмора.
Среди других художников, работавших вместе с Кампи в Кремоне между 1580 и 1585 годами, — Бартоломео Пассаротти и его ученик Аннибале Карраччи, которые внесли значительный вклад в развитие жанровой живописи Северной Италии. Историки искусства часто описывают эти работы 1580-х годов как предшественники более прогрессивного реализма Караваджо, возникшего в следующее десятилетие.

## Галерея

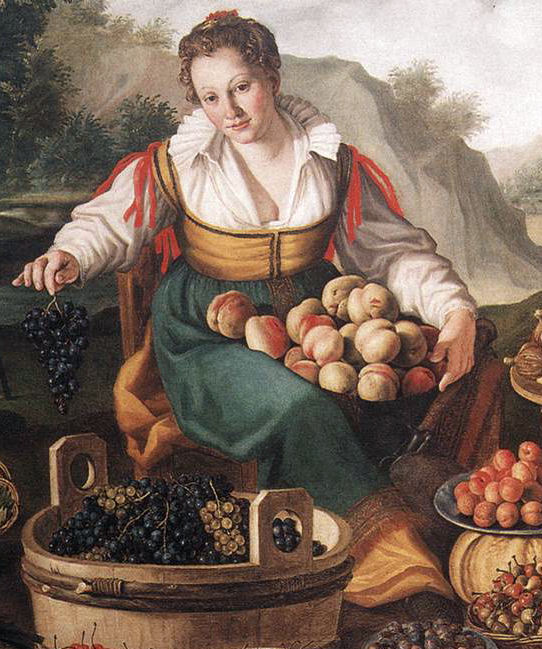
Продавщица фруктов. Ок. 1580. Холст, масло. Пинакотека Брера, Милан
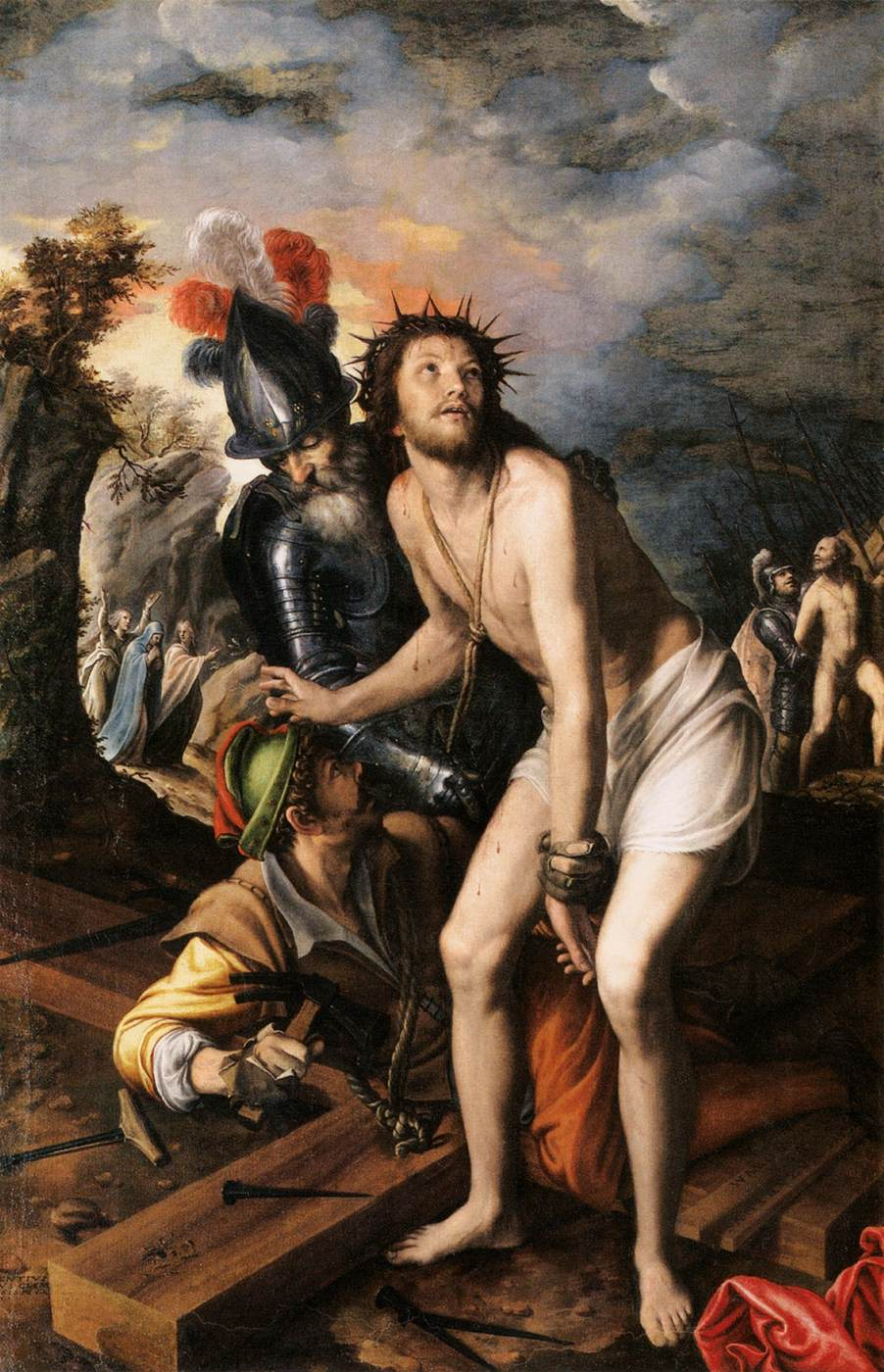
Христос, прибиваемый к кресту. 1575. Холст, масло. Музей Чертозы, Павия
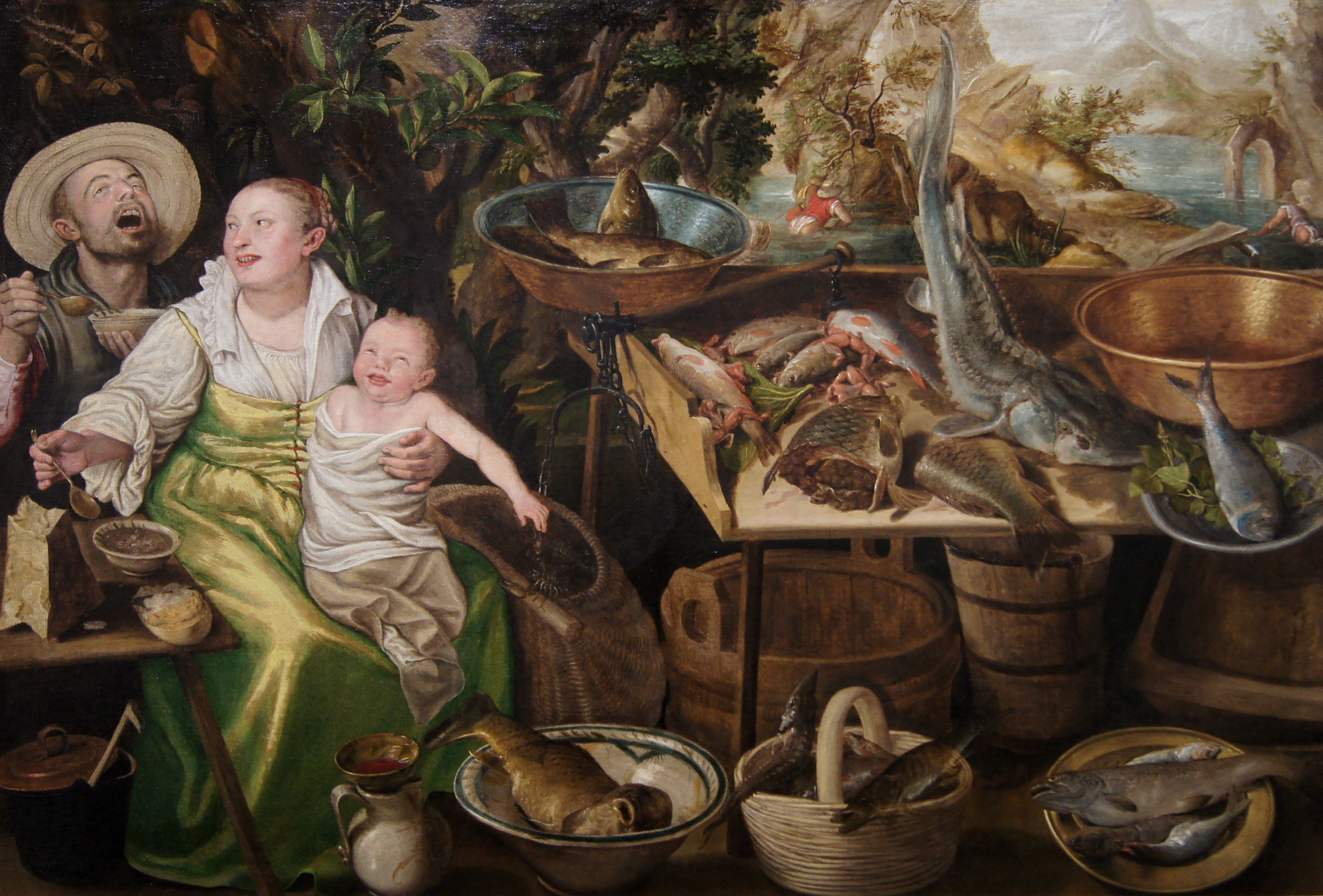
Торговцы рыбой. 1579. Холст, масло. Музей искусств, Ла-Рош-сюр-Йон
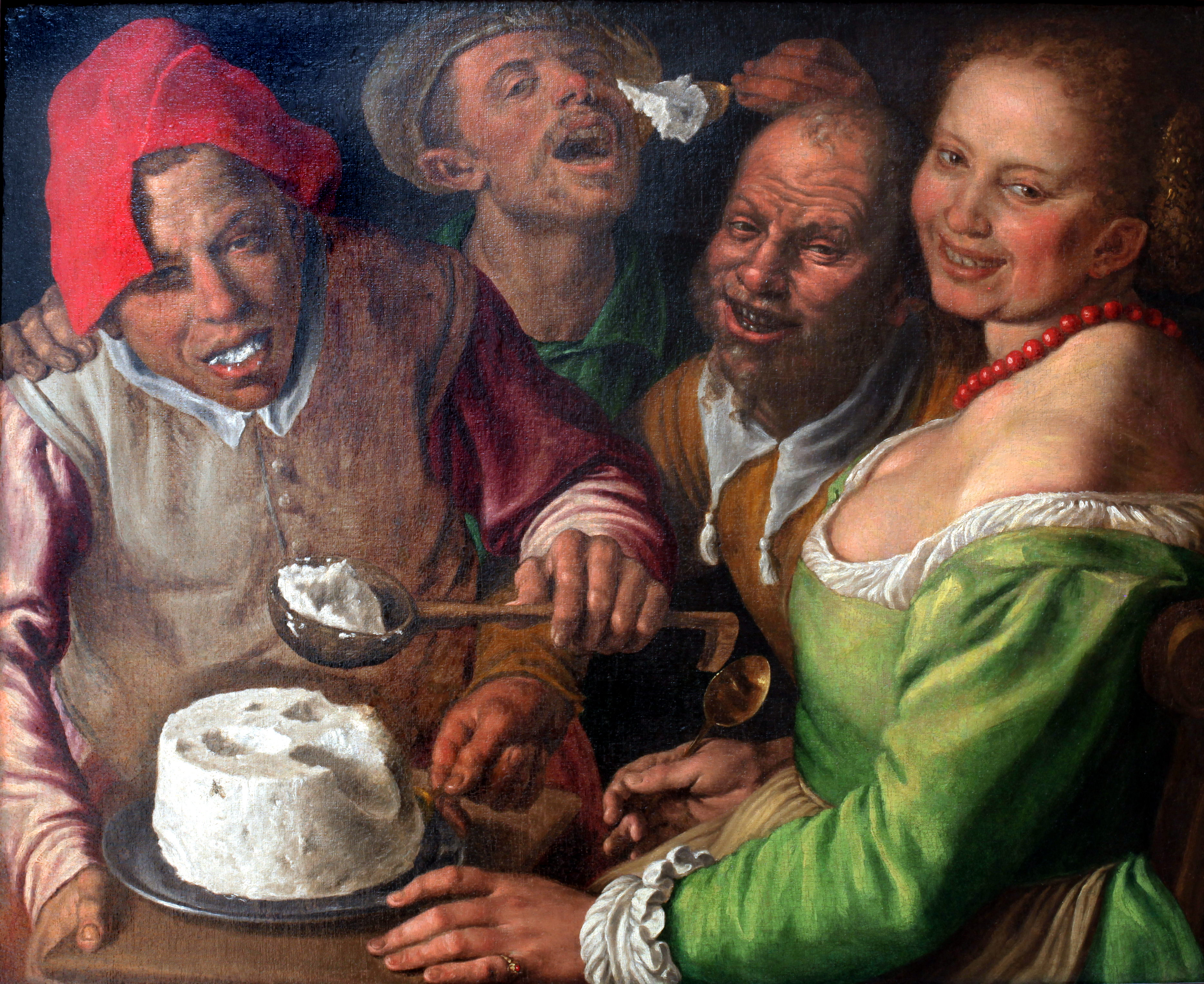
Едоки рикотты. 1580. Холст, масло. Музей изящных искусств, Лион
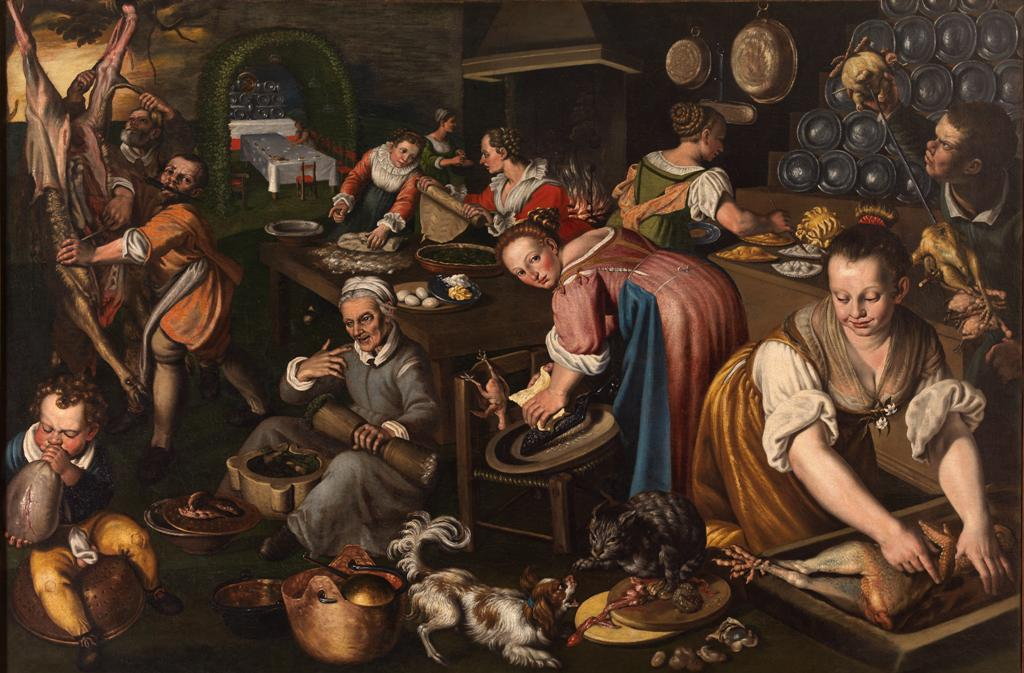
Кухня. 1580-е. Холст, масло. Пинакотека Брера, Милан
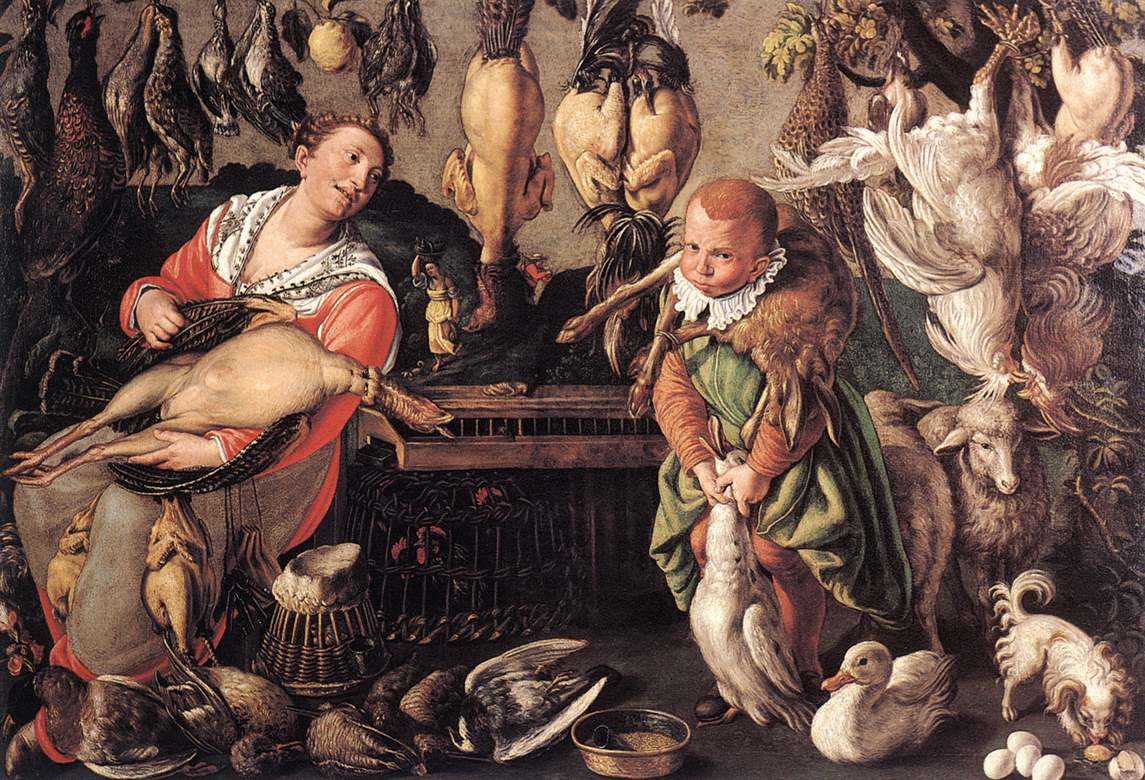
Продавцы куриц. 1580-е. Холст, масло. Пинакотека Брера, Милан
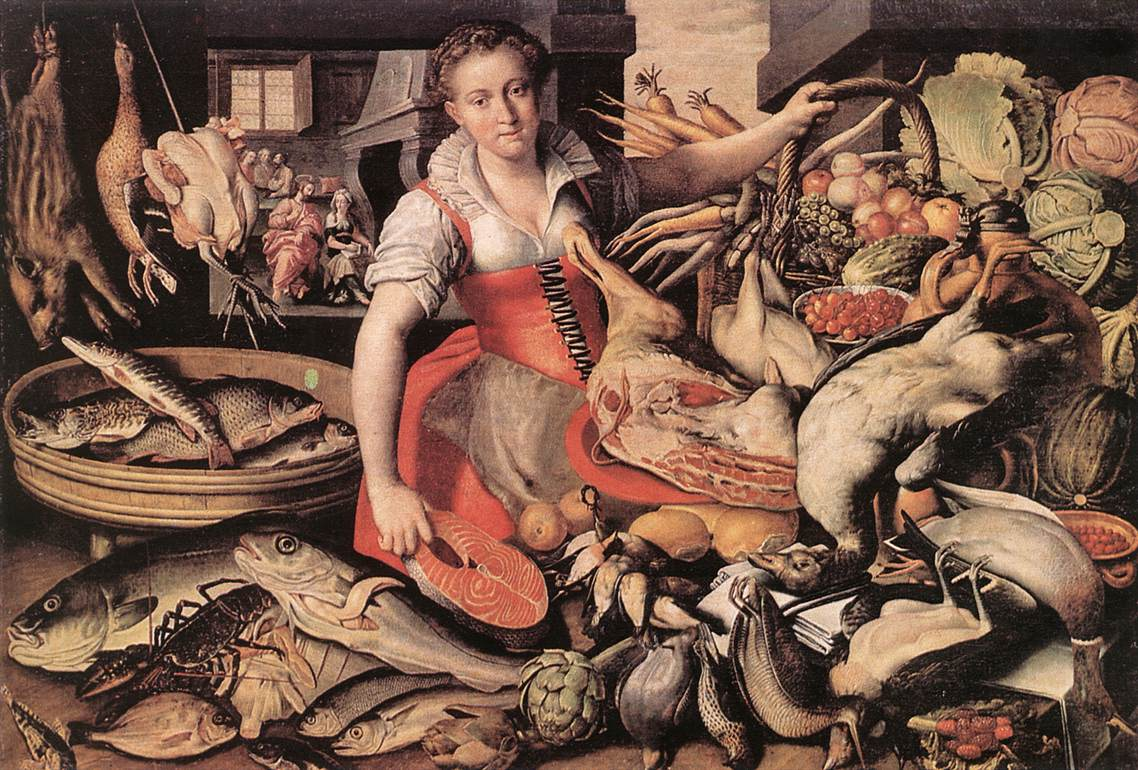
Христос в доме Марфы и Марии (на дальнем плане). 1570-е. Холст, масло. Галерея Эсте, Модена
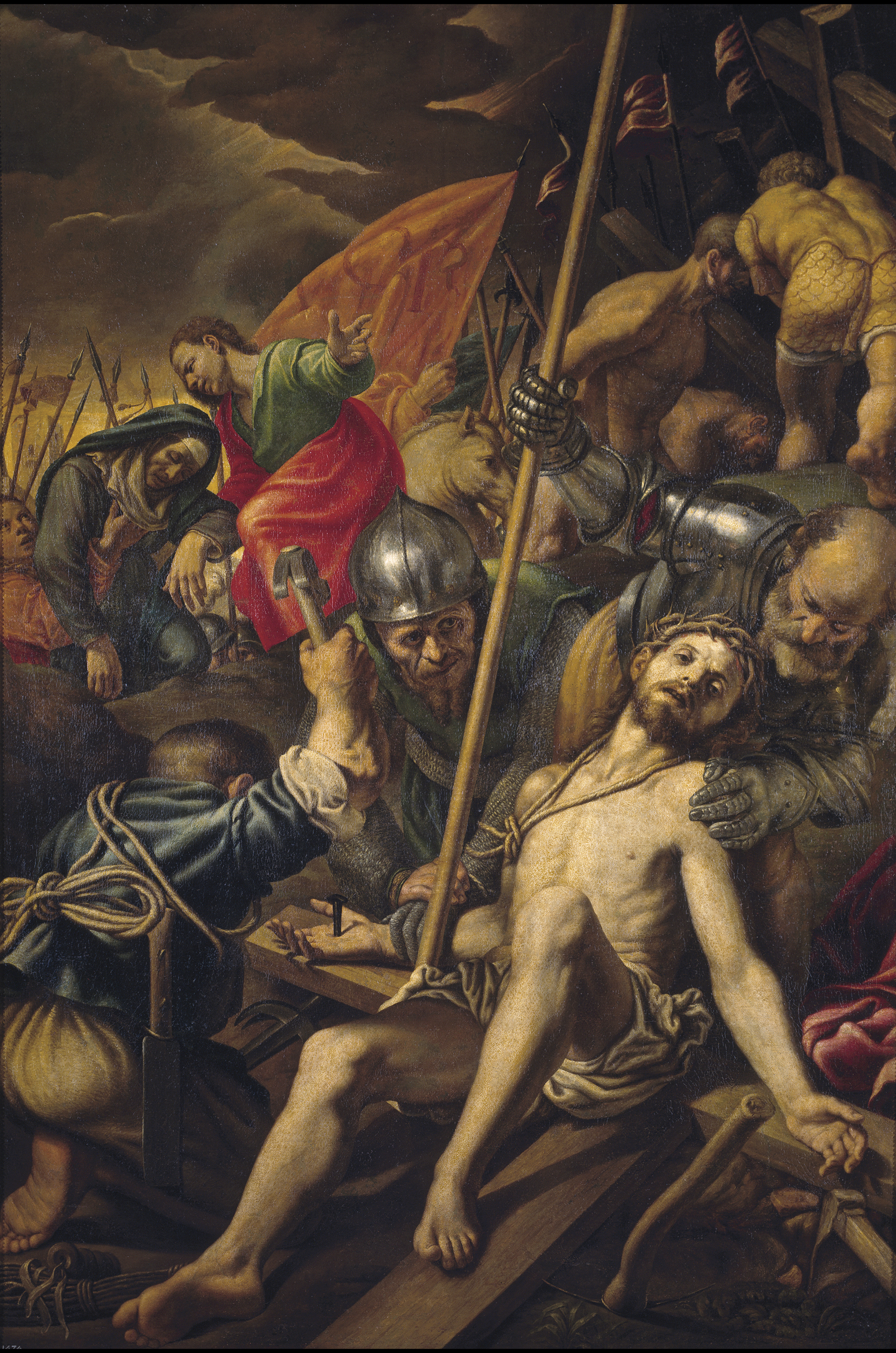
Христос, прибиваемый к кресту. 1580-е. Холст, масло. Прадо, Мадрид
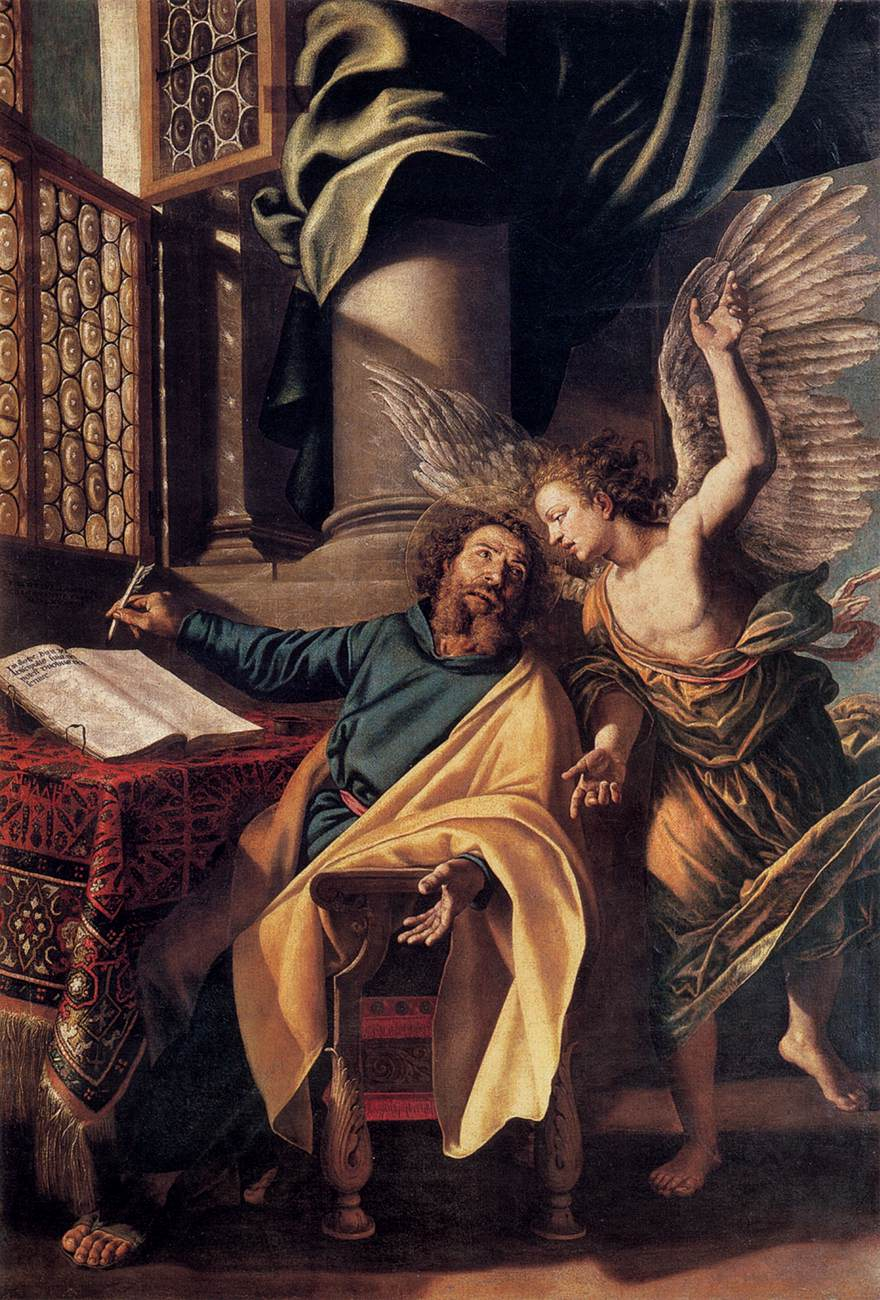
Святой Матфей и ангел. 1588. Холст, масло. Церковь Сан-Франческо, Павия